# آغدام
آغدام هي مدينة مهجورة في الجزء الجنوبي الغربي من أذربيجان وعاصمة مقاطعة آغدام. في يوليو 1993، بعد قتال عنيف، سيطرت قوات جمهورية مرتفعات قرة باغ على آغدام. عند سقوط البلدة، اضطر جميع سكانها إلى الفرار شرقاً. في أعقاب الحرب، قررت القوات الأرمنية تدمير جزء كبير من آغدام لمنع أذربيجان من استعادة السيطرة عليها. البلدة حالياً مدمرة وغير مأهولة بالسكان وفارغة. مسجد آغدام الكبير لم يتعرض لدمار ولكنه في حالة مهجورة.

## أسماء المواقع الجغرافية
الاسم ، وفقا لكارل غان ، يأتي من الأذربيجاني (في المصدر- — من التتار") "أغ — - "الأبيض" و " السد — - "البيت"»

## التاريخ
تأسست أغدام في منتصف القرن ال18

## العصر الحديث
في 20 فبراير 2025 ، تم إنشاء مجمع المتحف التاريخي والمعماري "عمارة".

## وصلات خارجية
- Pictures of the deserted town: "Abandoned War-Torn City of Agdam, Azerbaijan"